# MTV Hits (Royaume-Uni et Irlande)
Pour les articles homonymes, voir MTV Hits.
MTV Hits est une ancienne chaîne de télévision britannique créée le 1er mai 2001. Elle était diffusée en France sur Canalsat et Numericable jusqu'au 27 mai 2014, date à laquelle elle a été remplacée par sa version européenne.

## Historique
MTV Extra est lancée le 1er mai 2001.
MTV Extra est renommée MTV Hits en 2004.
Début octobre 2013, la chaîne cesse sa diffusion sur Naxoo.
Depuis 2014, MTV Hits, MTV Rocks, MTV Dance et VH1 ne diffusent plus aucune publicité et programmes de téléachat en dehors du Royaume-Uni et de l'Irlande, une version pan-européenne ayant été lancée.
Le flux national a été fusionné avec le flux paneuropéen de MTV Hits le 1er août 2024, bien qu'il continue de diffuser des publicités nationales et des créneaux de télé-achat.
La chaîne a fermé le 14 avril 2025 et a été remplacée par Club MTV.

## Émissions
- Music Mix
- Unplugged
- VMA Performances
- MTV Hits Top 10 Countdown
- Latest and Greatest
- Killa Collabs
- Big Fat Hits
- Brand New Hits
- The Official UK Top 40
- The Official Download Chart
- The Official Chart Update
- The Official UK Top 20

## Identité visuelle (logo)

Logo de juillet 2004 à juin 2006
juillet 2007 au 1er mars 2010
Logo du 1er mars 2010 1er juillet 2011
Logo du 1er juillet 2011 au 1er octobre 2013
Logo du 1er octobre 2013 au 5 avril 2017
Logo du 5 avril 2017 au 14 septembre 2021
Logo depuis le 14 septembre 2021

## Annexe